# Bunter Saftkugler

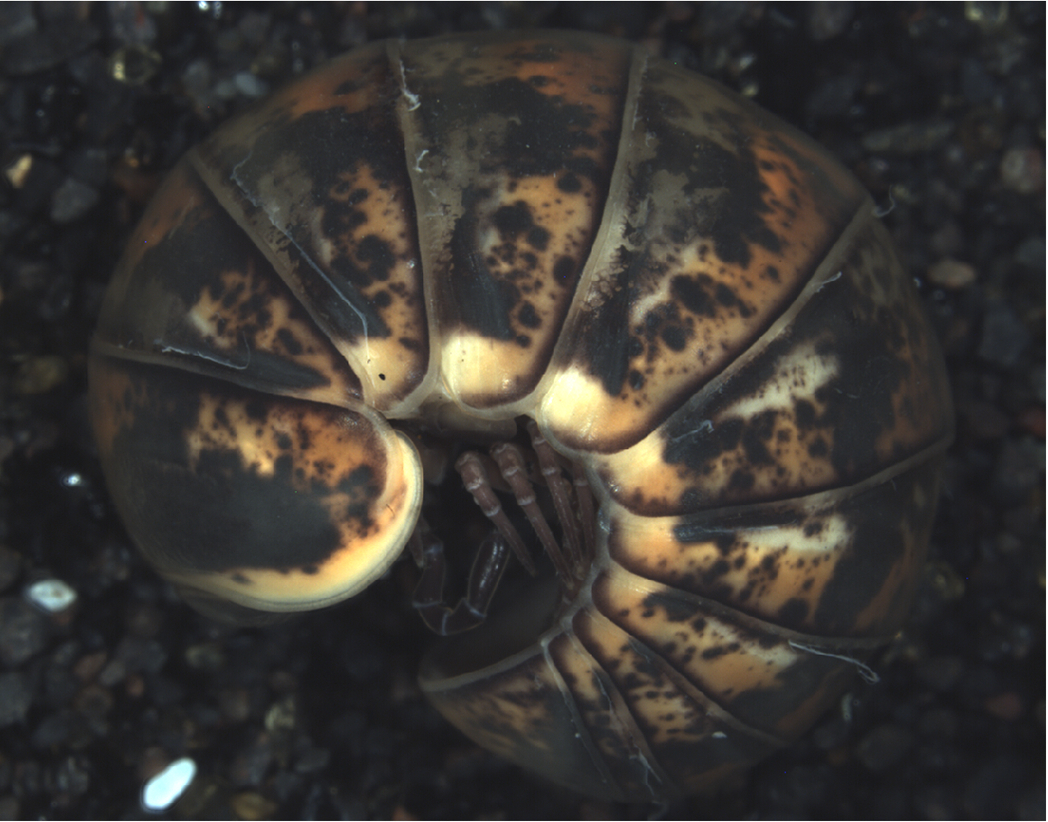
Ein halb zusammengerolltes Exemplar

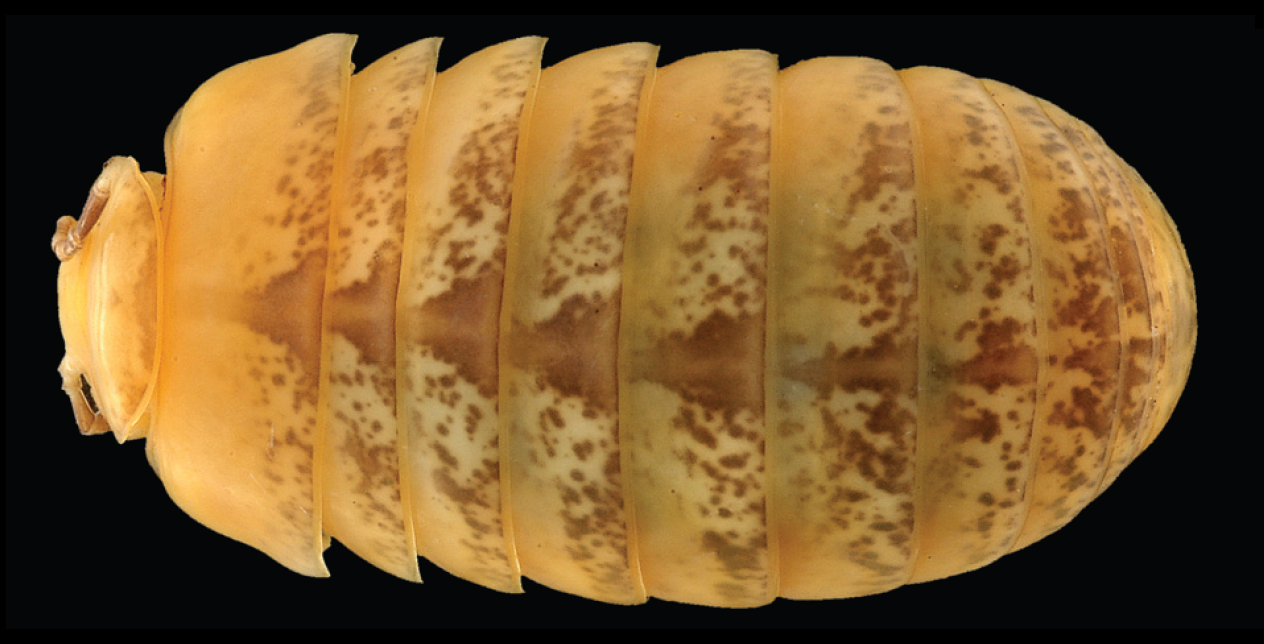
Ein konserviertes Exemplar, das einen Großteil seiner Farbe im Alkohol verloren hat

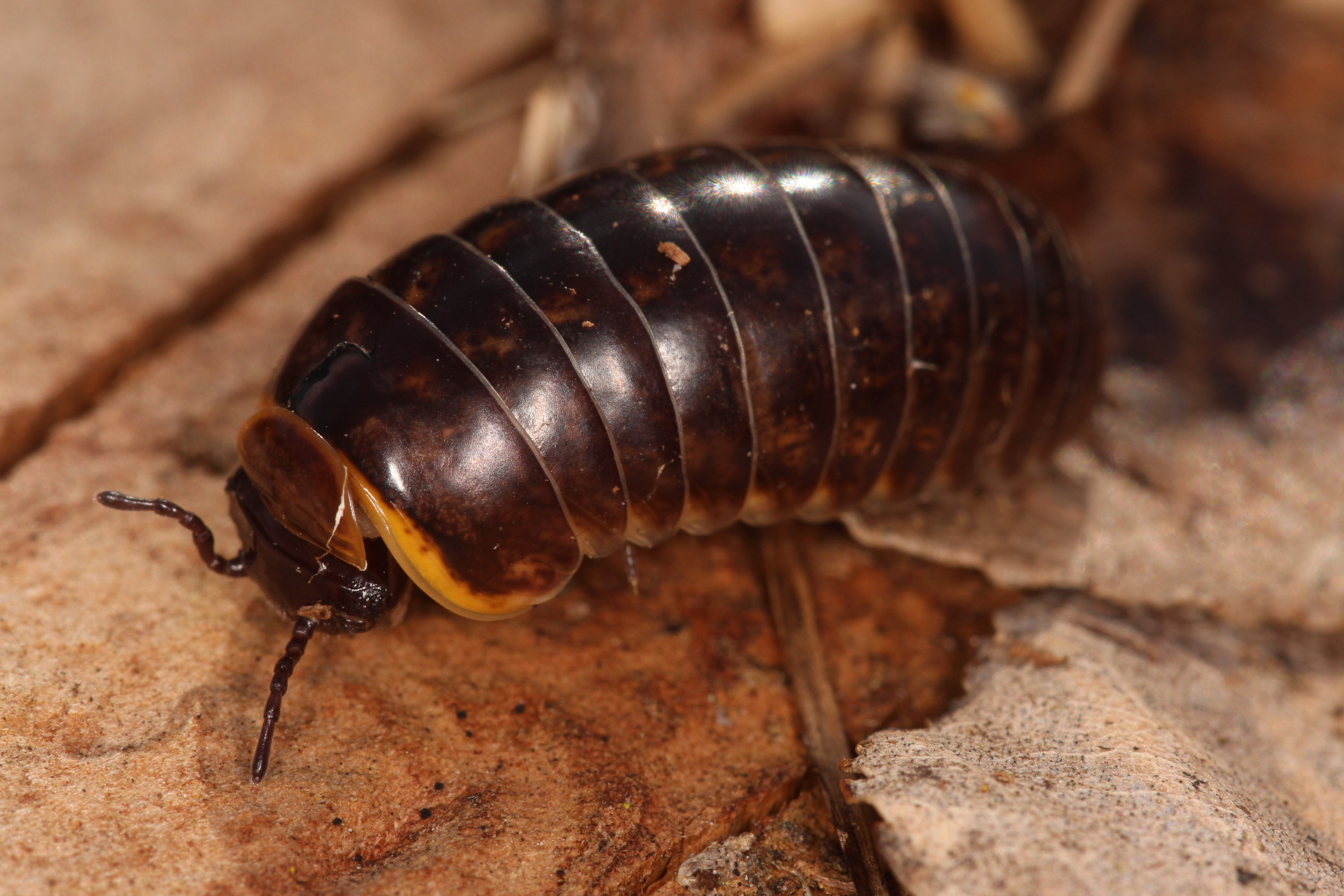
Häufig sind die Tiere auch etwas dunkler gefärbt.

Der Bunte Saftkugler (Glomeris klugii, Syn.: Glomeris undulata und Glomeris conspersa), auch Gesprenkelter Saftkugler genannt, ist eine Art der zu den Doppelfüßern gehörenden Saftkugler und in Zentral- bis Südeuropa beheimatet.

## Merkmale
Die Körperlänge beträgt 6–22 mm, bleibt meist jedoch zwischen 8 und 17 mm. Der Körper besteht aus 12 Körperringen. Charakteristisch für die Art ist die feine Sprenkelung auf den Rückenschildern und der vorne breit hell gerandete Brustschild. Die Art ist jedoch sehr variabel in ihrem Aussehen, es existieren verschiedene Farbformen. Häufig findet sich auf einem dunkelbraunen oder schwarzen Grund eine hellbraune Sprenkelung, die Tiere wirken oft auch orange oder gelblich gefärbt. Ebenso können Albinos, Rufinos (rötliche Exemplare) oder melanistische (dunkel gefärbte) Tiere auftreten. Hellere Exemplare zeigen meist eine aus Flecken zusammengesetzte Mittellinie. Die Jungtiere können anders aussehen als die adulten Tiere, was eine Bestimmung zusätzlich erschweren kann.
Fast ganz dunklen Exemplaren fehlen im Gegensatz zu Glomeris marginata immer die weißen Rückenplatten-Ränder. Auch der typische breit hell gerandete Brustschild ist bei diesen dunklen Exemplaren meist vorhanden. Von den restlichen heimischen Arten der Gattung unterscheidet sich G. klugii durch das Fehlen von Tüpfelreihen (statt scharf abgegrenzter Fleckenreihen findet sich die feine Sprenkelung auf den Rückenschilden). Die Flecken von Glomeris hexasticha können sehr verwaschen sein, jedoch liegen sie immer in deutlichen Reihen hintereinander, was einen Unterschied zu G. klugii darstellt.
Die typisch gefärbten Tiere finden sich laut einem Bestimmungsschlüssel von René Hoess nur vom Südwesten Deutschlands über die zentralen Alpen bis nach Norditalien, im übrigen Gebiet findet sich die Färbungsvariante „conspersa“. Dabei haben die typischen Tiere auf dem Präanaltergit einen pilzförmigen dunklen Fleck und die conspersa-Variante einen dreieckigen dunklen Fleck. In anderer Literatur wird oft weder auf eine geographische Trennung, noch eine Beschreibung der beiden Varianten hingewiesen.

## Verbreitung
Glomeris klugii lebt in Zentral- bis Südeuropa. Das Verbreitungsgebiet erstreckt sich vom Osten Frankreichs über die Schweiz, das nördliche und zentrale Italien, Deutschland und Österreich bis nach Polen, Tschechien, Ungarn, Slowenien, Kroatien, Bosnien-Herzegowina und Montenegro. Es existieren außerdem unsichere Fundmeldungen aus Algerien und Griechenland. Die nördliche Arealgrenze der Art liegt in Deutschland, wo sie nördlich der Mittelgebirge nur an wenigen Stellen vorkommt.
In Deutschland lebt die Art weit verbreitet in Baden-Württemberg und Thüringen. Außerdem kommt sie im nördlichen bis zentralen Bayern vor, an einigen Stellen in Hessen, an wenigen Stellen in Rheinland-Pfalz, im südlichen Sachsen und Niedersachsen, im Südwesten von Sachsen-Anhalt mit ein paar Fundstellen im nördlichen Teil des Bundeslandes und an wenigen Fundstellen im südwestlichen Brandenburg.

## Lebensraum
Glomeris klugii ist eine typische Art der Mittelgebirge und eine Waldart, die nur seltener im Offenland vorkommt. Die Art bevorzugt natürliche Biotope und zeigt keinen hohen Grad an Synanthropie. In ihrer Habitatwahl ähnelt sie den verwandten Arten Glomeris marginata und Glomeris hexasticha. Es werden feuchtere Biotope bevorzugt, aber auch in trockeneren Habitaten wurde die Art schon gefunden. Die eurytope Waldart kann in einer Vielzahl verschiedener Habitate gefunden werden und lebt anders als Glomeris tetrasticha auch weitab der Vorzugsbiotope. Beispiele für Habitate, in denen die Art gefunden wurde, sind Laub- und Mischwälder auf Muschelkalk und Basalt (während Wälder auf Buntsandstein eher gemieden werden), kühl-feuchte Blockhalden oder Mesobromion (Kalk-Halbtrockenrasen), in denen die Art aber in viel geringeren Abundanzen vorkommt als in Wäldern. Obwohl die Art in Deutschland als wärmeliebend gilt, wurden für Rheinland-Pfalz oder Sachsen eher kühle und feuchte Standorte beschrieben. In ihren Habitaten kann die Art häufig unter Totholz oder Steinen gefunden werden.

## Gefährdung
In Deutschland ist die Art mäßig häufig und zusammen mit Glomeris hexasticha nach Glomeris marginata die zweithäufigste Saftkugler-Art. Sie gilt als ungefährdet.

## Lebensweise
Die Ablage der 40–50 Eier findet im Mai oder Juni statt. Dabei zeigt die Art ein bemerkenswertes, für Saftkugler typisches Verhalten: Mit den Laufbeinen modellieren die Weibchen kleine Erdkapseln, die aus Kot und einem klebrigen Sekret zur Stabilisierung der Kapselwand bestehen. Von Kotkrümeln unterscheiden sich solche Eikapseln durch ihre Größe und die Beschaffenheit der Oberfläche. Sie haben einen Durchmesser von 2,5–3 mm und sind damit 2–3-mal größer als die Kotkrümel. Außerdem hat die Eikapsel eine glatte, offensichtlich modellierte Oberfläche, während die Kotkugel rau und brüchig wirkt. Das Risiko einer Vernichtung der Eier durch ungünstiges Klima oder Fressfeinde wird verringert, indem jedes Ei einzeln (selten auch zu zweit) in eine Erdkapsel eingepackt wird und diese Kapseln dann verteilt werden. Dieser Aufwand bringt mit sich, dass weniger Eier abgelegt werden können. Dennoch legt G. klugii mehr Eier als beispielsweise G. marginata oder G. hexasticha.
Glomeris klugii ist eine mehrjährige Frühjahrs-Herbst-Art mit einem Aktivitätsmaximum im Frühling, genauer im Mai. Auch die Jungtiere schlüpfen im Frühjahr. Im Januar und Februar halten die Tiere eine Winterruhe in tieferen Bodenschichten.

## Taxonomie
Die Art wird häufig unter ihren sehr verbreiteten Synonymen Glomeris conspersa C.L.Koch, 1847 und Glomeris undulata C.L.Koch, 1844 beschrieben. Die hohe Anzahl verschiedener Farbmorphen hat zur historischen Beschreibung zahlreicher Variationen und Unterarten geführt. Weitere Synonyme lauten:
- Glomeris bitaeniata Brölemann, 1894
- Glomeris crassitarsis Verhoeff, 1911
- Glomeris fuscomarmorata Lucas, 1846
- Glomeris irrorata C.L.Koch, 1847
- Glomeris larii Verhoeff, 1921
- Glomeris maculosa Verhoeff, 1921
- Glomeris marmorata Brandt, 1833
- Glomeris nobilis C.L.Koch, 1836
- Glomeris porphyrea C.L.Koch, 1847
- Glomeris pustulata var. marmorata Brandt, 1833
- Glomeris quadrifasciata C.L.Koch, 1847
- Glomris tridentina Latzel, 1884

Innerhalb der Familie Glomeridae gehört Glomeris klugii zur Unterfamilie Glomerinae und in die Tribus Glomerini.